# Google
 (транскр.  Гугл) јесте америчка јавна корпорација, специјализована за интернет претрагу и рекламирање на интернету. Седиште компаније је у месту Маунтин Вју (Калифорнија).
Компанија је 30. јуна 2007. имала 13.748 стално запослених радника. Гуглов пословни циљ је „да организује светске информације и учини их светски доступним и корисним“. Гуглова пословна филозофија укључује изјаве као што су „Не будите зли“ и „Посао би требало да буде изазован и изазов треба да буде забаван“, приказујући тако опуштену пословну културу.
Гугл су основали Лари Пејџ и Сергеј Брин док су били студенти на Универзитету Станфорд и компанија је прво основана као приватна предузетничка компанија 7. септембра 1998. Гуглова прва јавна продаја акција одржала се 19. августа 2004. подижући вредност компаније са 1,67 милијарди америчких долара на 23 милијарде долара. Преко серије нових производа, аквизиција и партнерства, компанија је проширила своју основну делатност претраге и рекламирања у друга подручја, укључујући електронску пошту, онлајн мапе, приказ видео формата, и остало.

## Историја
Гугл су започели као истраживачки пројекат јануара 1996. Лари Пејџ и Сергеј Брин, два доктора наука, бивши студенти Универзитета Станфорд из Калифорније. Они су засновали хипотезу да претраживач који анализира односе између веб-сајтова треба да даје боље резултате од тада постојећих технологија, које рангирају резултате према броју појављивања траженог појма на страници. Њихов претраживач се првобитно називао BackRub јер је систем проверавао повратне везе како би израчунао вредност сајта. Мали претраживач по имену Rankdex је већ имао сличну стратегију. Убеђени да странице са највише веза ка њима, са осталих веома важних страница, морају бити најбитније странице повезане са претрагом, Пејџ и Брин су тестирали тезу као део својих студија, и поставили камен темељац за свој претраживач. Првобитни претраживач користио је сајт Станфордског универзитета на адреси google.stanford.edu. Домен google.com је регистрован 15. септембра 1997. године, а компанија је регистрована као Google Inc. 17. септембра 1998. у пријатељевој гаражи у Менло Парку у Калифорнији. Укупан почетни фонд је порастао за нову компанију за скоро 1,1 милион долара, укључујући 100.000 долара од Ендија Бехтолшајма, једног од оснивача Сан Микросистема.
У марту 1998, компанија је преселила своје канцеларије у Пало Алто у Калифорнији.
Гуглов претраживач је привукао одане кориснике од растућег броја корисника интернета, који су заволели једноставан дизајн и лаку употребу. Године 2000. Гугл је почео са продајом реклама повезаних са кључним речима претраге. Рекламе су биле текстуалне како би се уклопиле у једноставан дизајн страница, и како би убрзале брзину учитавања страница. Кључне речи су продаване базирајући се на комбинацији цена и кликова, са износима почевши од 0,05 долара по клику. Пионир овог модела продаје реклама је Јаху. Док су многи ривали пропадали на новом интернет тржишту, Гугл се тихо уздизао зарађујући.
Патент који је део Гугловог механизма за рангирање (енгл. PageRank) је одобрен 4. септембра 2001. године. Патент је приписан Универзитету Станфорд и приписује се Ларију Пејџу.
Након брзог прерастања друга два популарна претраживачка сајта, компанија је 2003. године изнајмила комплекс зграда у Маунтин Вјуу, Санта Клара, Калифорнија, на адреси Амфитеатар Парквеј 1600 од Силикон Графикса. Компанија је на тој локацији остала све до сада, и комплекс се од тада назива Гуглплекс (игра речи на реч гоголплекс, јединица праћена са гогол нула). Гугл је 2006. откупио посед од Силикон Графикса за 319 милиона долара.

### Порекло имена
Име Гугл долази од погрешног изговора речи гугол што је назив за број 10100 (цифра 1 праћена са стотину нула). Наиме, Лари Пејџ и Сергеј Брин када су одлучили да региструју интернет домен googol.com, установили су да је већ заузет те су морали мало да га модификују пошто нису хтели да одустану и траже друго име. Проналазећи употребу у свакодневном језику, енглеска реч google је 2006. додата у енглески речник Меријам Вебстер и Оксфордски речник чије је значење „употреба Гугл претраживача у проналажењу информација на интернету“. Такође, у српском жаргону се употребљава глагол „гуглати“ са истим значењем.

### Финансије и прве јавне продаје акција
Прва зарада Гугла као компаније је била 100.000 америчких долара које је поклонио Анди Бехтолшајм, један од оснивача Сан Микросистема; донирао је компанији која још није постојала. Око шест месеци касније, објављена је много већа зарада.
Гуглова јавна продаја акција је почела 19. августа 2004. године. Понуђено је 19.605.052 акција по цени од 85 долара по акцији. Од тога, 14.142.135 (још једна математичка референца као квадратни корен од 2 ≈ 1.4142135) је Гугл сам ставио на понуду, а 5.462.917 су продавали акционари. Продаја је порасла на 1,67 милијарди, и то је дало Гуглу тржишну вредност више од 23 милијарде долара. Већина од 271 милиона акција је остала под Гугловом контролом. Многи од запослених у Гуглу су постали милионери. Јаху, конкурент Гугла, такође је профитирао од продаје акција јер је поседовао 8,4 милиона Гуглових акција од 9. августа 2004, десет дана пре саме продаје.
Стање акција након продаје је и даље било веома добро, са ценом до 500 долара по акцији до 2007, због јаке продаје и зараде у рекламирању, као и због издавања нових производа као што су Гугл десктоп и персонализована почетна страница. Висину акција су одржавали индивидуални инвеститори, насупрот великим инвеститорима и заједничким фондовима.
Компанија се налази на списку NASDAQ-а под симболом GOOG.

### Раст
Док је примарна делатност компаније била везана за садржај на интернету, Гугл је почео да експериментише и на осталим пољима, као што су радио и штампа. Гугл је 17. јануара 2006. објавио да је купио компанију за рекламирање на радију dMarc, која има аутоматизован систем који нуди фирмама да се рекламирају на радију. Ово ће дозволити Гуглу да комбинује две врсте рекламирања, интернет и радио, дајући му способност да се фокусира на захтевније кориснике. Такође, почели су експеримент продаје реклама својих клијената у штампаним медијима (новине и часописи). Заузимали су рекламни простор у новинама који је обично био кориштен за постојеће рекламе.
Гугл је додат у берзански индекс S&P 500 30. марта 2006. Заменили су Burlington Resources, главног нафтног произвођача смештеног у Хјустону.

### Аквизиције
Од 2001, Гугл је купио неколико малих стартних компанија, који су најчешће имали иновативне тимове и производе. Једна од најранијих компанија коју је Гугл купио је била Pyra Labs. Они су креирали Блогер, платформу за публикацију блогова, који се први пут појавио 1999. године. Аквизиција је довела до много бесплатних опција у самом Блогеру. Ивн Вилијамс, оснивач Pyra Labs-а је напустио Гугл 2004. Почетком 2006. Гугл је купио Upstartle, компанију која је радила на програму и технологији за онлајн писање докумената, Writely. Технологију овог производа је касније употребио Гугл како би направио свој Гугл докс.
Фебруара 2006, софтверска компанија Adaptive Path је продала Гуглу Measure Map, апликацију за статистике блогова. Регистрација за овај сервис је од тада онемогућена.
Крајем 2006. Гугл је купио онлајн видео сајт Јутјуб за 1,65 милијарди долара у акцијама. Убрзо затим, 31. октобра 2006. Гугл је објавио да је купио JotSpot, креатора вики технологије за веб-сајтове на којима корисници међусобно сарађују.
Гугл је 13. априла 2007. склопио уговор о куповини Даблклика. Пристали су да купе компанију за 3,1 милијарду долара.
Дана 9. јула 2007. године, Гугл је објавио да је потписао коначан уговор о куповини компаније Постини, која пружа сигурносне услуге на Интернету везане за заштиту електронске поште.

### Пословни партнери
Године 2005. Гугл је ушао у пословну сарадњу са осталим компанијама и владиним агенцијама у циљу унапређења својих сервиса и производа. Објавили су сарадњу са НАСА-ом како би саградили канцеларије и радили на истраживачким пројектима везаним за нанотехнологију, рачунарство, и свемирску индустрију. Гугл је такође ушао у партнерство са Сан Мајкросистемсом у октобру како би помогао у међусобном дељењу и дистрибуирању њихових технологија. Склопили су уговор и са Тајм Варнером, АОЛ-ом, да би унапредили своје сервисе за претраживање видео формата.
Гугл и медијска новинска агенција Фокс Интерактив Медија су склопили уговор вредан 900 милиона долара како би омогућили претрагу и рекламирање у популарном корисничком мрежном сајту Мајспејсу.

## Производи
Гугл је креирао сервисе и алатке за јавну употребу, пословне кориснике, укључујући веб апликације, рекламне мреже и бизнис солуције.

### Рекламирање
Већина Гуглових прихода долази из рекламних програма. За фискалну 2006. годину, компанија је пријавила зараду од 10,492 милијарде долара од рекламирања и само 112 милиона долара од лиценцирања и осталих зарада. Гугл Адвордс (енгл. Google AdWords) дозвољава веб оглашивачима да прикажу рекламе у Гугловим резултатима претраге и Гугловом мрежном садржају, преко цена-по-клику или цена-по-прегледу шема. Корисници Гугл Адсенс (енгл. Google AdSense) програма могу да прикажу рекламе на сопственом сајту и да зараде новац сваки пут када се на рекламу кликне.

### Апликације
Гугл је добро познат по својој претрази, која је главни фактор успеха компаније. Од децембра 2006. Гугл је најкоришћенији претраживач на Интернету са 91,47% удела, испред Бинга (2,75%) и Јахуа (2,25%). Гугл индексира милијарде веб страница, тако да корисници могу да претражују информације које желе преко кључних речи. Гугл је такође увео технологију претраге у друге сервисе, укључујући претрагу слика, Гугл вести, сајт за поређење цена, интерактивне Гугл групе, Гугл мапе и друге.
Године 2004. Гугл је покренуо свој лични сервис бесплатне електронске поште, познат као Џимејл. Гмејл садржи филтрирање е-поште и могућност претраге поште уз Гуглову технологију претраге. Сервис зарађује приказујући рекламе са Адворда који су повезани са садржајем тренутне поруке.
Почетком 2006. компанија је покренула Гугл видео, сервис који дозвољава корисницима да бесплатно гледају и претражују доступне филмове и видео клипове.
Гугл је такође направио неколико десктоп апликација, укључујући Гугл Земљу, интерактивни програм са сателитским снимцима Земље који покрива већи део планете Земље. За Гугл Земљу се сматра да је изузетно прецизна и веома детаљна. Многи већи градови имају толико детаљне слике да се може приближити до те мере да се виде аутомобили и пешаци изблиза. Упркос томе, националне сигурносне агенције су забринуте због оволико детаљних слика. Сателитски снимци се не освежавају често.
Многи други производи су доступни преко Гугл лабораторије, која чини колекцију недовршених програма који се и даље тестирају за јавну употребу.
Гугл промовише своје производе на различите начине. У Лондону, Гугл свемир је постављен на аеродрому Хитроу, показујући неколико производа укључујући Џимејл, Гугл Земљу и Пикасу. Такође, слична страница је покренута за америчке студенте под називом „Студентски живот, преко Гугла“ (енгл. College Life, Powered by Google).

### Предузетнички производи
Гугл је 2007. године покренуо Гугл премијум апликације, софтвер пакет за предузећа који садржи е-пошту, инстант поруке, календар, рад са документима, као и програм за рад са табелама. Овај производ је намењен примарно за правне кориснике, и стваран је у циљу конкуренције Microsoft Office Сјут пакету, чија је цена отприлике 50 долара по кориснику за годину дана за Microsoft Office. Велики корисник Гугл апликација је Универзитет у Лејкхеду, Тандер Беј, Онтарио, Канада, са 38.000 инсталација.

## Афере и култура
Гугл је познат по својој опуштеној корпорацијској култури, која је позната као дот-ком бум. У јануару 2007. магазин Форчун (Fortune Magazine) је ставио Гугл на прво место од 100 компанија у којој је најбоље радити. Пословна филозофија Гугла је базирана на много уобичајених принципа укључујући, „Можете стећи новац не чинећи зло“, „Можете бити озбиљни без одела“ и „Посао би требало да буде изазован и изазов треба да буде забаван“. Њихова опуштена пословна култура се може видети и преко празничних варијација Гугловог логотипа.
Гугл критикују због доприноса нижих од индустријских стандарда. На пример, неки систем-администратори зарађују највише 35.000 долара годишње што је релативно ниско за ту врсту посла у Сан Франциску.